# هيستوريكر شترايت

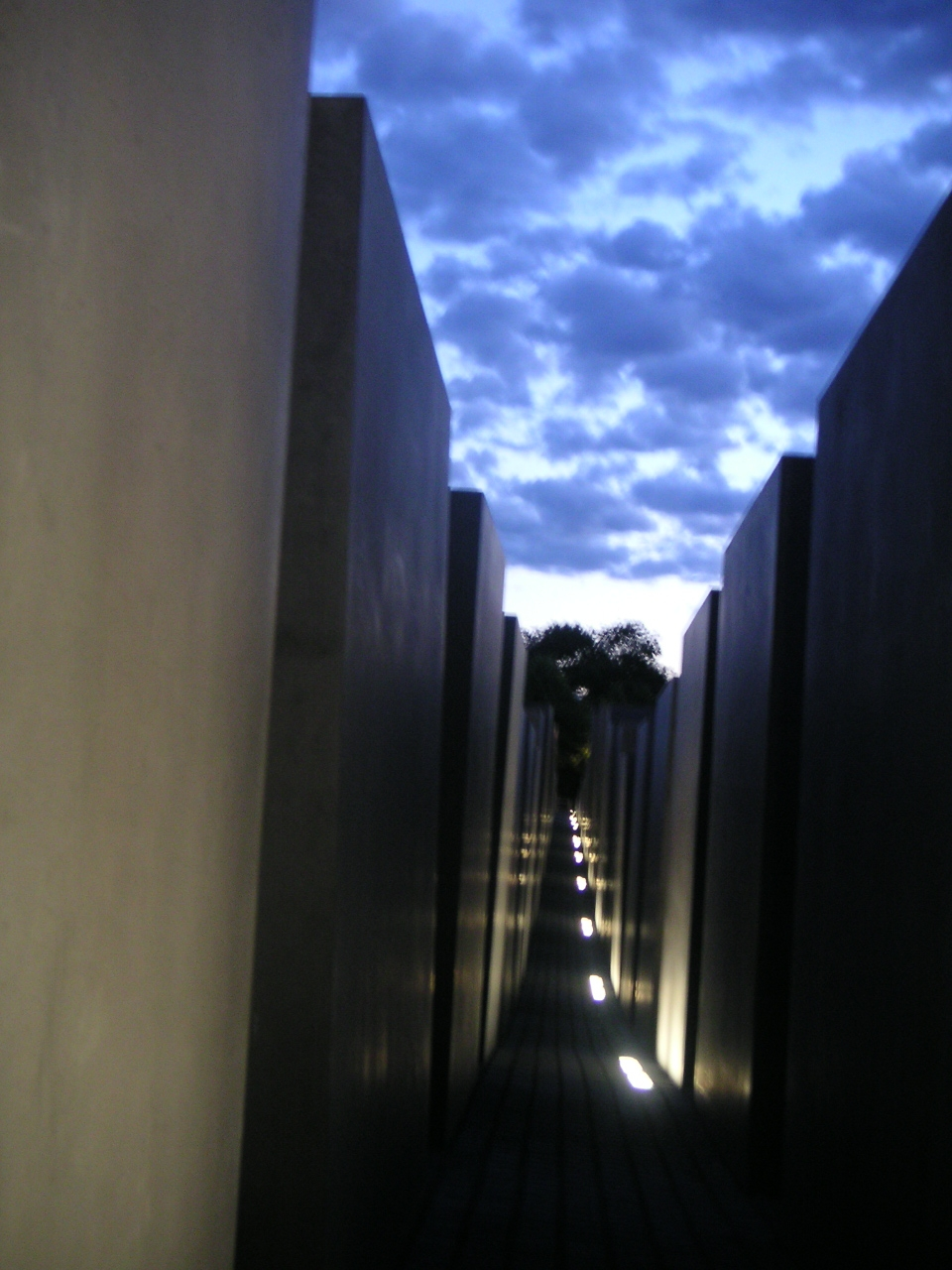

هيستوريكر شترايت (بالألمانية: Historikerstreit) (تُلفظ بالألمانية: [hɪsˈtoːʁɪkɐˌʃtʁaɪt]، «نزاع المؤرخين»)  كان نزاعًا في أواخر الثمانينيات في ألمانيا الغربية بين الأكاديميين المحافظين ويسار الوسط والمثقفين الآخرين حول كيفية دمج ألمانيا النازية والمحرقة في التأريخ الألماني، وفي رأي الشعب الألماني في ذاته.
كان الموقف الذي اتخذه المثقفون المحافظون، بقيادة إرنست نولتي، هو أن الهولوكوست لم يكن فريدا من نوعه، وبالتالي يجب ألا يتحمل الألمان أي عبء خاص بالذنب تجاه «الحل النهائي للمسألة اليهودية». جادل نولت بأنه لا يوجد فرق أخلاقي بين جرائم الاتحاد السوفيتي وجرائم ألمانيا النازية، وأن النازيين تصرفوا كما فعلوا خوفًا مما قد يفعله الاتحاد السوفيتي لألمانيا. وبالمثل، أكد المؤرخ المحافظ أندرياس هيلجروبر أنه لم يكن هناك فرق أخلاقي بين سياسات الحلفاء تجاه ألمانيا في 1944-1945 والإبادة الجماعية التي ارتكبت ضد اليهود. وجادل آخرون بأن ذكرى العصر النازي لا يمكن «تطبيعها» وأن تكون مصدر فخر وطني.
استقطب النقاش الكثير من اهتمام وسائل الإعلام في ألمانيا الغربية، حيث قام المشاركون في كثير من الأحيان بإجراء مقابلات تلفزيونية وكتابة مقالات افتتاحية في الصحف. نشأت مرة أخرى لفترة وجيزة في عام 2000 عندما مُنحت إحدى الشخصيات البارزة، إرنست نولت، جائزة كونراد أديناور للعلوم.

## نظرة عامة

### أسطورة الدولة الجديدة
أثار العنوان الفرعي لكتاب هيلجروبر جدلاً مع المؤرخ السويسري ميكا برومليك في مقال بعنوان «أسطورة الدولة الجديدة» نُشر لأول مرة في جريدة دي تاجزيتونج في 12 يوليو 1986، علقًا على أن استخدام كلمة Zerschlagung (تدمير) للألمان أشارت إلى أنه تم ارتكاب عمل عنف شديد ضد الألمان بينما تم تعيين اليهود فقط مصطلح محايد Ende (النهاية) لوصف المحرقة. جادل برومليك بأن هيلجروبير، من وجهة نظره، من خلال استخدامه لكلمة «النهاية» لتسمية الهولوكوست يعني ضمناً أن المحرقة كانت مجرد شيء فظيع حدث ليهود أوروبا، لكن ذلك لم يكن خطأ أحد. اتهم برومليك هيلجروبر بتخفيض التاريخ الألماني إلى مستوى لاندزيرهفت (نوع من الكوميديا في ألمانيا تمجد الحرب). جادل برومليك بأن أطروحة هيلجروب حول المحرقة باعتبارها واحدة من العديد من عمليات الإبادة الجماعية، بدلاً من حدث فريد من نوعه، كانت شكلاً من أشكال «القمع النفسي» لتجنب التعامل مع الذنب بشأن المحرقة النازية. كتب برومليك: «حتى لو لم ننظر إلى الشمولية في ستانليست ومعسكراتها القاتلة، وتوسعية الاتحاد السوفيتي منذ عام 1945، ومغامرات السياسة الخارجية غير المسؤولة للاتحاد السوفياتي ونظامه القمعي بشكل كامل، فقد أصبح من الواضح الآن ما هو الدور لعبت معاداة الشيوعية وتلعب في الثقافة السياسية للقمع النفسي. . . فقط إذا تم إجراء هذه المعادلة؛ فقط إذا تم التلميح إلى أن الاتحاد السوفيتي أراد إبادة الألمان؛ من ناحية أخرى، هل يبدو من المشروع أن الأمة التي تدير الحرب تحمي معسكرات الإبادة». كتب برومليك أن هيلجروبر كان يحاول بوضوح أن يشير إلى أن الاتحاد السوفيتي كان يشن إبادة جماعية ضد الألمان، مما جعل المجهود الحربي لألمانيا النازية في الشرق ليكون مثل هيلجروبر سيصبح دفاعًا «مبررًا» عن المدنيين الألمان حتى كما هو الحال في في الوقت نفسه، سمحت الجهود الدفاعية التي قام بها الفيرماخت بالمحرقة. كتب برومليك على الرغم من أن زوييرلي أونترغانغ لم يغط سوى الفترة من يونيو 1944 إلى مايو 1945، إلا أنه أدى ضمنيًا إلى تحويل ما كانت حرب غزو من جانب ألمانيا إلى صراع دفاعي لحماية الألمان مع دفع اليهود الذين تم إبادة هم من قبل الرايخ في الخلفية. كتب برومليك أن هيلجروبر في زويرلي أونترغانغ لعب دور الألمان كضحايا في الحرب العالمية الثانية على حساب الألمان كجناة. أعرب المؤرخ الأمريكي جوردون أ. كريج عن وجهة نظر مفادها أن اختيار هيلجروب لكلمة «إندي من أجل الهولوكوست» يوحي بأن المحرقة «شيء حدث بالفعل».